# Vignoble de Seyssuel
Ne doit pas être confondu avec Vignoble de Seyssel.
Le vignoble de Seyssuel se situe dans la vallée du Rhône. Présent à l’époque romaine, il a été longtemps abandonné puis replanté à l’époque contemporaine. Les vins produits peuvent porter l’appellation Collines-rhodaniennes.

## Historique
À l'époque de la colonisation de la Gaule, les romains ont planté quelques vignes sur la rive gauche du Rhône, à la hauteur de la commune de Seyssuel. La qualité des terroirs est vantée par Plutarque, Pline l'Ancien, et Olivier de Serres.
Au XIXe siècle, la ville de Vienne tire encore sa principale ressource de la viticulture, 100 hectares de vignes y sont présents. En 1883, le phylloxéra détruit la centaine d'hectares de vigne alors présente, et n'est pas replanté.
Lorsque l'INAO entreprend la classification des AOC à la fin des années 1930, le vignoble est toujours inexistant.
Dans les années 1990, Pierre Gaillard, Yves Cuilleron et François Villard décident d'exploiter ces parcelles abandonnées. En 1996, ils créent le domaine Les Vins de Vienne pour planter 11 hectares (9,5 ha en syrah et 1,5ha en viognier), vignes qui sont vendangées pour la première fois en 1998. Louis Chèze fut le quatrième vigneron à s'installer en 1999.
Une procédure avec l’INAO est en cours pour obtenir à terme une Appellation d'Origine Contrôlée.

## Vignoble

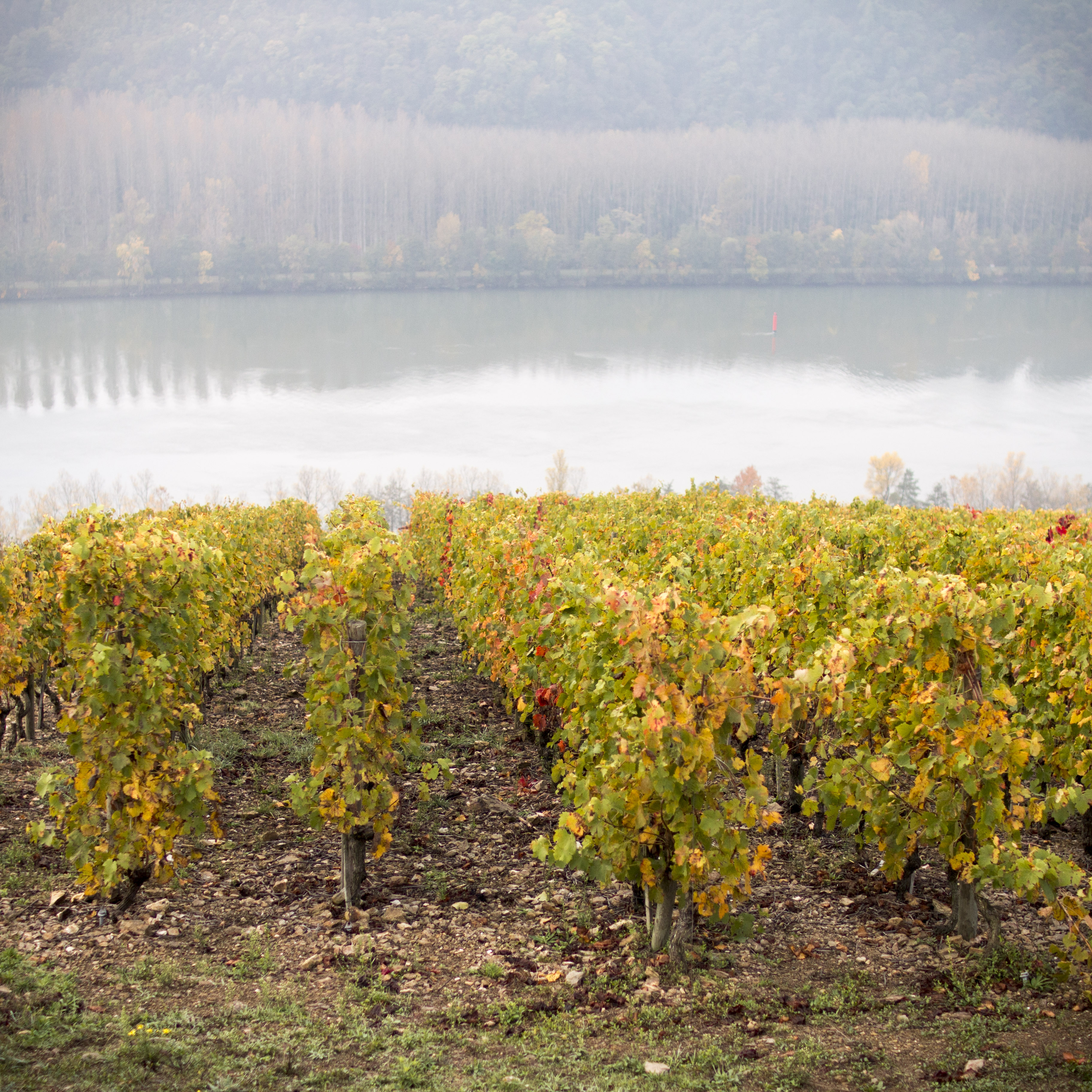
Vignes de Seyssuel

À la fin des années 1990, le vignoble est replanté sur 11 hectares. Il est planté en 2017 sur 45 hectares environ, et est toujours augmentation.

### Encépagement

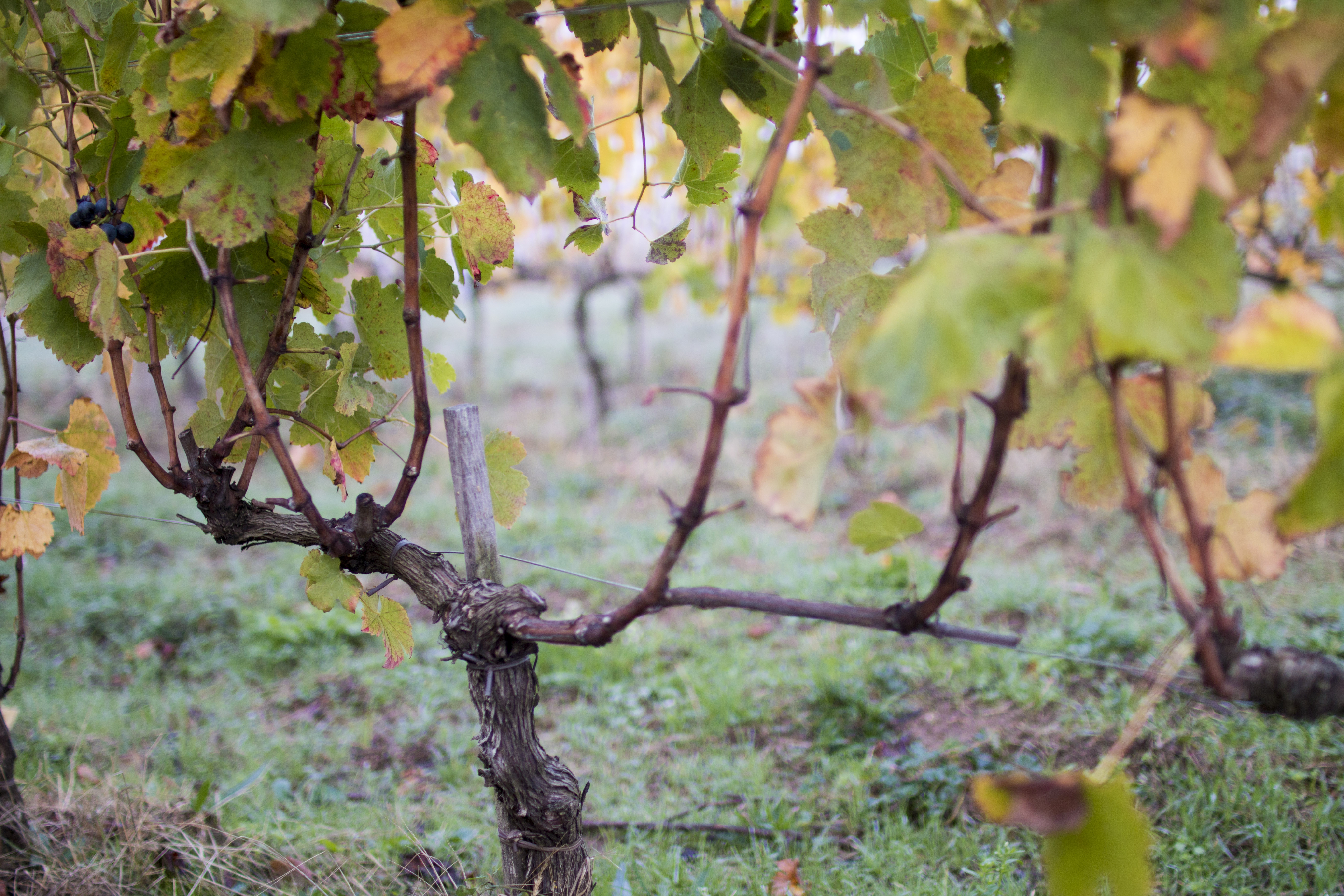
Taille en cordon sur le vignoble de Seyssuel

Le vignoble est planté majoritairement en rouge, en syrah, et en viognier pour le blanc.

### Rendements
La densité de plantation varie de 4 500 pieds/ha pour certaines parcelles, jusqu’à 10 000 pieds/ha.
Les rendements maximums autorisés sont de 80 hL/ha, mais la tendance est inférieure dans le cadre d'une viticulture de qualité cherchant à concentrer les raisins. Les rendements réels sont proches de 40 hL/ha.

### Pratiques culturales
La vigne est conduite sur des parcelles plus ou moins pentues. La pente peut aller à plus de 40%, où il est alors nécessaire de la travailler sur échalas. Le reste à plat, peut être conduit en palissage classique, et mécanisable.

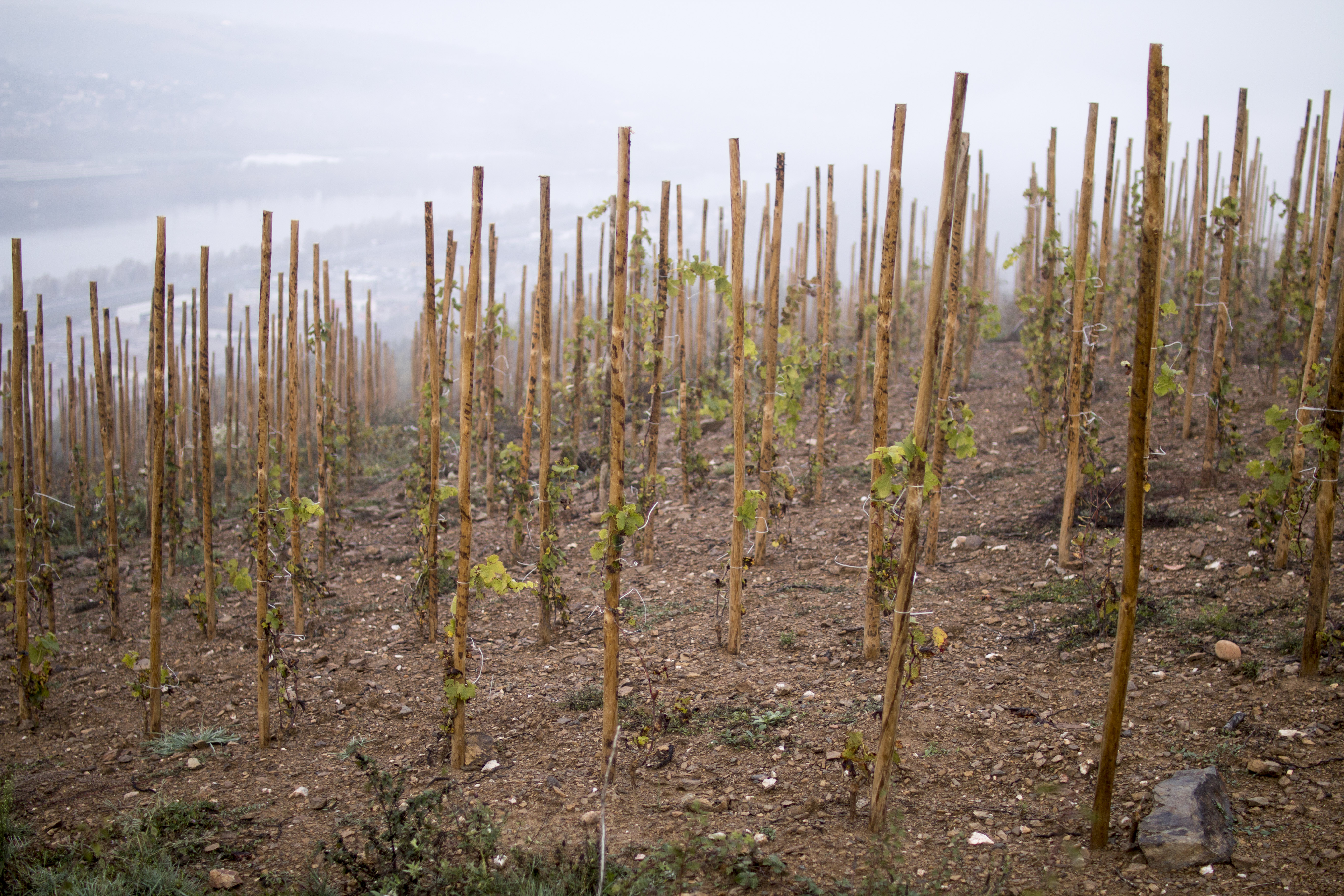
Echalas sur le vignoble de Seyssuel
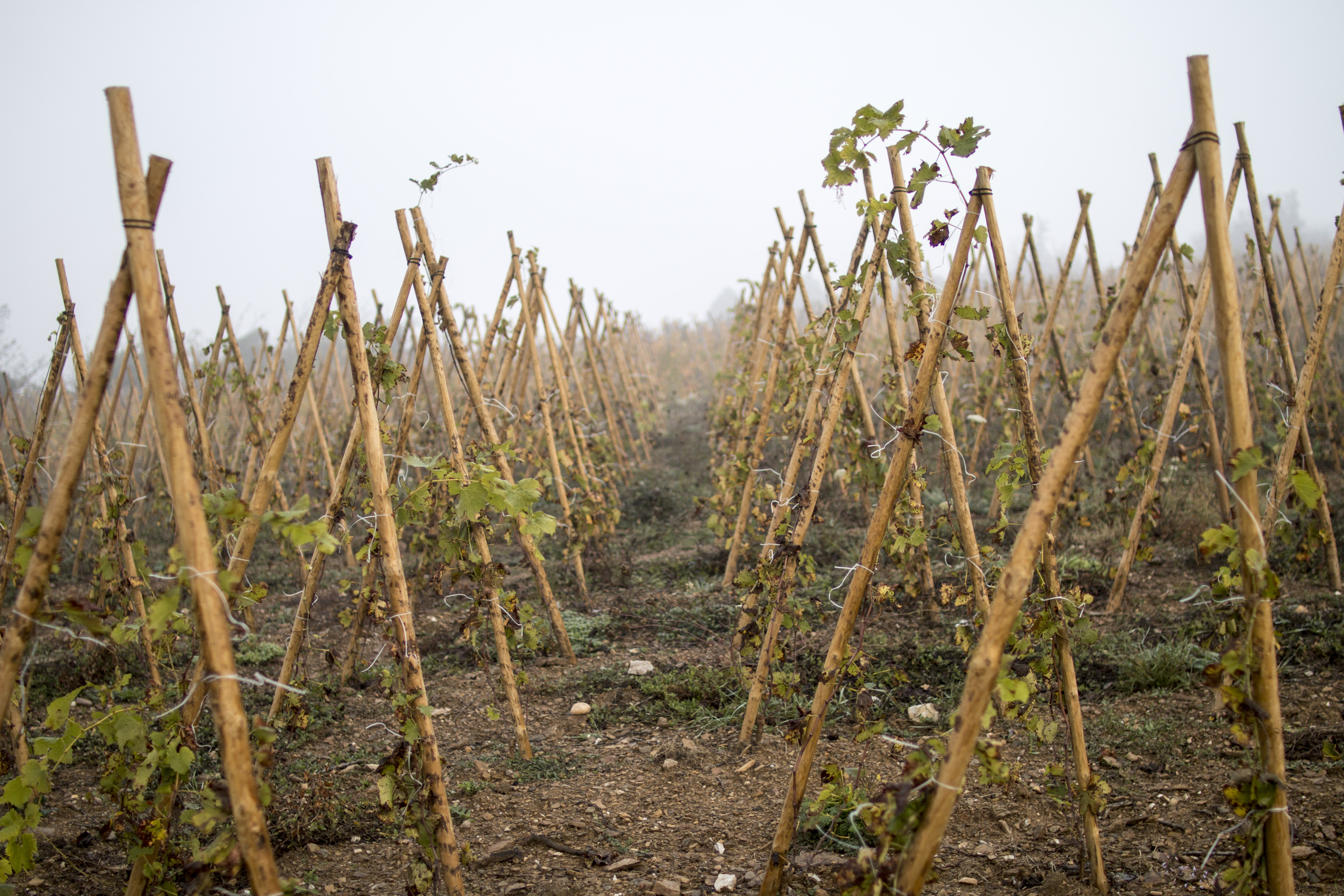
Echalas doubles sur le vignoble de Seyssuel

### Géologie
L'altitude du vignoble est d'environ 250 mètres, en moyenne.
Les sols sont composés de différents schistes (micacés et quartzeux).

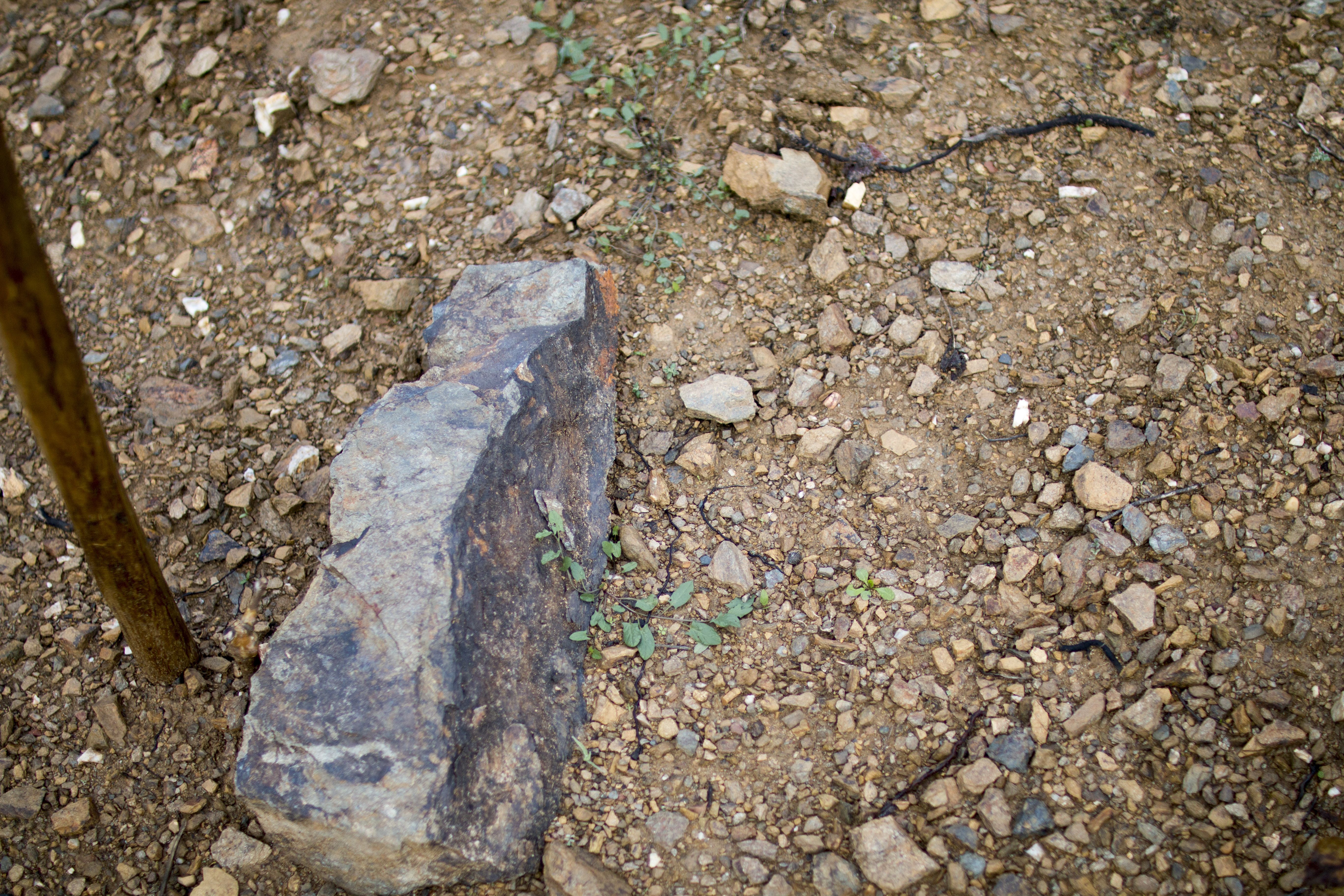
Terroir de Seyssuel, schistes de petite taille et roche
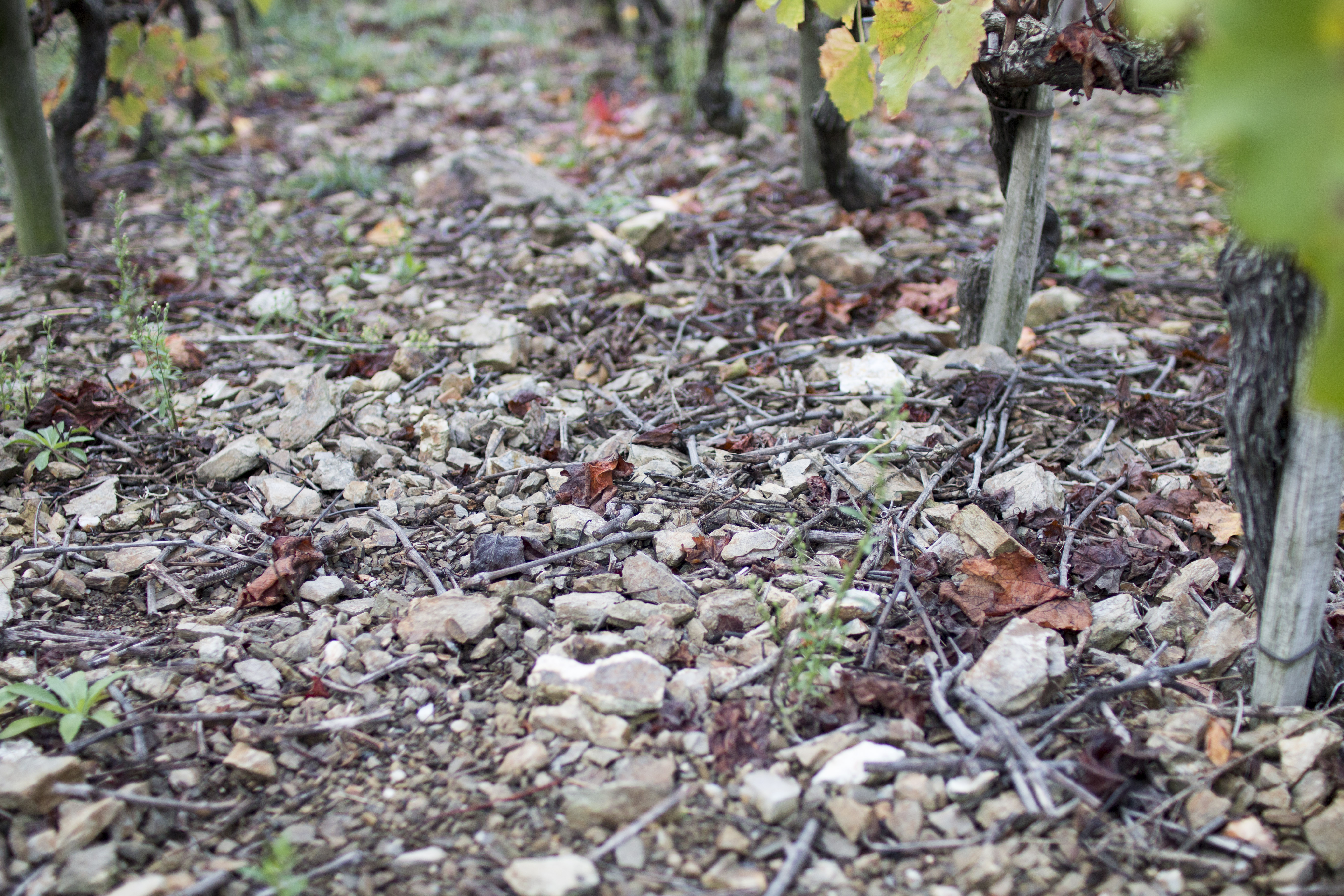
Rang de vigne du vignoble de Seyssuel et le sol de schistes

### Orographie
Le Rhône passe en contrebas des coteaux, à l'Ouest.

### Climat
Le climat, bien que plus au nord, est plus sec que celui des appellations proches comme Côte-Rôtie ou Condrieu. La vallée du Rhône n'étant large que de 700 m à cet endroit favorise le vent.
Le vignoble bénéficie de 2 022 heures d'ensoleillement par an, avec une exposition Sud/Sud-Ouest. Le climat est tempéré/continental.
Les relevés météorologiques qui suivent sont issus de la station de Reventin-Vaugris, à une dizaine de kilomètres au sud-est de Seyssuel.
| Mois                              | jan. | fév. | mars | avril | mai   | juin | jui. | août | sep. | oct. | nov.  | déc. | année |
| --------------------------------- | ---- | ---- | ---- | ----- | ----- | ---- | ---- | ---- | ---- | ---- | ----- | ---- | ----- |
| Température minimale moyenne (°C) | −5,5 | −4,9 | −5,9 | −1,2  | 4     | 7,8  | 12,4 | 11,9 | 8,8  | 2,4  | −4,4  | −4,2 | 1,77  |
| Température moyenne (°C)          | 2,9  | 1,7  | 7,2  | 11,1  | 12,7  | 18,3 | 23,4 | 21,1 | 18   | 14,9 | 5,9   | 5    | 11,85 |
| Température maximale moyenne (°C) | 14,2 | 13,3 | 19,5 | 26,4  | 23,9  | 32   | 34,8 | 32,4 | 31,9 | 25,6 | 18,5  | 14,1 | 23,05 |
| Précipitations (mm)               | 51,8 | 39,5 | 74,4 | 87,1  | 199,3 | 23,9 | 74,8 | 46   | 84,6 | 84,5 | 110,8 | 96,8 | 973,5 |

| Diagramme climatique                                  |              |              |              |            |           |              |            |             |             |               |              |
| J                                                     | F            | M            | A            | M          | J         | J            | A          | S           | O           | N             | D            |
| 14,2−5,551,8                                          | 13,3−4,939,5 | 19,5−5,974,4 | 26,4−1,287,1 | 23,94199,3 | 327,823,9 | 34,812,474,8 | 32,411,946 | 31,98,884,6 | 25,62,484,5 | 18,5−4,4110,8 | 14,1−4,296,8 |
| Moyennes : • Temp. maxi et mini °C • Précipitation mm |              |              |              |            |           |              |            |             |             |               |              |

## Types de vins et gastronomie
Ces vins sont à la hauteur de la plupart de ceux des vignobles voisins, classés en AOC. Bien que jouissant d'une notoriété actuelle moins forte que ces autres appellations, les producteurs du vignobles produisent des cuvées typiques des Côtes-du-Rhône septentrionales, composant parfois leur haut de gamme.

## Commercialisation

### Producteurs

Bouteilles représentant la typicité des cuvées du vignoble de Seyssuel

Les principaux représentants sont les « Vins de Vienne » et les « Vins de Seyssuel ». Les noms des cuvées adoptent souvent un style latin.
| Domaine,                     | Cuvées à Seyssuel                        |
| ---------------------------- | ---------------------------------------- |
| Alain Paret                  | Sublinae, Serinae                        |
| Christophe Billon            | La Bâtie                                 |
| Christophe Pichon            | Diapason, Mosaïque                       |
| Domaine Bott                 |                                          |
| Domaine Garon                | Jardins de Rome                          |
| François Villard             | Seul en scène                            |
| Hervé Avallet                | Sole Occidente, Pulchra Terra, Convivium |
| Julien Pilon                 | Frontières Blanc, Frontières Rouge       |
| Les Serines d'Or             | EncOr, Sérines d'Or, JadOr               |
| Les Vignobles de Seyssuel    | Saxeolum, Sixtus Blanc, Sixtus Rouge     |
| Les Vins de Vienne           | Sotanum, Taburnum, Heluicum              |
| Paul Lucidi et M. Chapoutier | Lucidus Blanc, Lucidus Rouge             |
| Pierre Gaillard              | Asiaticus                                |
| Pierre-Jean Villa            | Esprit d'Antan                           |
| Stéphane Ogier               | L'âme Sœur                               |
| Yves Cuilleron               | Ripa Sinistra                            |
| Sophie Eymin, Kévin Tichoux  |                                          |
| Domaine Verzier              | Première Lueur                           |
| Domaine Criner-Estevan       |                                          |

## Manifestations
La fête des « pressailles », fête traditionnelle célébrant la fin des vinifications dans la vallée du Rhône, donne lieu à une manifestation de découverte des vins et du vignoble, se déroulant le premier samedi de novembre. Elle est organisée par l’association Vitis Vienna.